# Turny
Turny es una localidad y comuna francesa situada en la región de Borgoña, departamento de Yonne, en el distrito de Auxerre y cantón de Brienon-sur-Armançon.

## Demografía
| 1 415 | 1 158 | 1 209 | 1 261 | 1 291 | 1 330 | 1 290 | 1 315 | 1 275 | 1 217 | 1 150 | 1 130 | 1 079 | 1 057 | 1 023 | 901 | 794 | 771 | 743 | 713 | 611 | 603 | 576 | 587 | 592 | 540 | 478 | 434 | 484 | 562 | 654 | 784 | 731 |
| Para los censos de 1962 a 1999 la población legal corresponde a la población sin duplicidades (Fuente: INSEE [Consultar]) |       |       |       |       |       |       |       |       |       |       |       |       |       |       |     |     |     |     |     |     |     |     |     |     |     |     |     |     |     |     |     |     |